# Neferchnum
Neferchnum (auch Chnumnefer) war ein altägyptischer Statthalter im 11. Gau von Oberägypten (dessen Hauptort Schas-hotep war) in der 12. Dynastie um 1900 v. Chr. Seine genaue chronologische Einordnung ist jedoch unsicher. Er ist von seinem Felsengrab (Grab I) bei Rifeh bekannt, in dem sich eine längere (ideal)biographische Inschrift befindet. Die Inschriften im Grab nennen seine Titel, wobei er unter anderem Oberhaupt von Schau (11. Gau von Oberägypten), Vorsteher von Oberägypten, Vorsteher der Priester des Chnum von Schashotep und Bürgermeister (Haty-a) war.
Sein Grab wurde nie vollständig dokumentiert. Francis Llewellyn Griffith publizierte 1889 Kopien der Inschriften. 1936 veröffentlichte Pierre Montet erneute Kopien und eine kurze Beschreibung des Grabes.